# Anita Staps
Anita Staps (5 de abril de 1961) es una deportista neerlandesa que compitió en judo. Ganó cuatro medallas en el Campeonato Mundial de Judo entre los años 1980 y 1986.

## Palmarés internacional
| Campeonato Mundial | Campeonato Mundial          | Campeonato Mundial | Campeonato Mundial |
| Año                | Lugar                       | Medalla            | Categoría          |
| ------------------ | --------------------------- | ------------------ | ------------------ |
| 1980               | Nueva York (Estados Unidos) | Medalla de oro     | –61 kg             |
| 1982               | París (Francia)             | Medalla de bronce  | –66 kg             |
| 1984               | Viena (Austria)             | Medalla de bronce  | –72 kg             |
| 1986               | Maastricht (Países Bajos)   | Medalla de bronce  | –66 kg             |